# Gloria Hope
Gloria Hope (nascida Olive Frances; Pitsburgo, 9 de novembro de 1901 — Pasadena, 29 de outubro de 1976) foi uma atriz americana do cinema mudo.

## Vida e carreira
Gloria nasceu com o nome Olive Frances no ano de 1901 em Pitsburgo, na Pensilvânia. Após estudar em Newark, em Nova Jérsia, começou sua carreira como argumentista e trabalhou sucessivamente com Thomas H. Ince, Triangle Film Corporation, Artcraft, Ince Paramount Pictures, Paralta, Universal Studios e a Goldwyn Pictures. Naughty, Naughty, The Gay Lord Quex, Burglar by Proxy, The Hushed Hour, The Great Love e Outcasts of Poker Flat foram algumas das muitas peças teatrais que Gloria participou.
Ao lado de William Garwood, Gloria protagonizou o filme The Guilty Man em 1918 e com Mary Pickford e Lloyd Hughes protagonizou Tess of the Storm Country em 1922.
Casou-se com Lloyd Hughes a 30 de junho de 1921 e teve dois filhos chamados Donald e Isabel.
Gloria morreu a 29 de outubro de 1976 em Pasadena, na Califórnia e foi enterrada no Forest Lawn Memorial Park em Glendale.

## Filmografia

### Década de 1910
- Too Much Johnson (1919) .... Leonora Faddish
- The Gay Lord Quex (1919) .... Muriel Eden
- Rider of the Law (1919) .... Betty
- Burglar by Proxy (1919) .... Dorothy Mason
- The Outcasts of Poker Flat (1919) .... Ruth Watson/Sophy, a rapariga
- Bill Apperson's Boy (1919) .... Martha Yarton
- The Hushed Hour (1919) .... Annie Vierge
- The Heart of Rachael (1918) .... Magsie Clay
- The Law of the North (1918) .... Virginie de Montcalm
- The Great Love (1918) .... Jessie Lovewell
- $5,000 Reward (1918) .... Margaret Hammersley
- Free and Equal (1918) .... Margaret Lowell
- Naughty, Naughty! (1918) .... Judith Holmes
- The Guilty Man (1918) .... Claudine Flambon
- Time Locks and Diamonds (1917) .... Marjory Farrel

### Década de 1920
- Sandy (1926) .... Judith Moore
- That Devil Quemado (1925) .... Joanna Thatcher
- Tess of the Storm Country (1922) .... Teola Graves
- Trouble (1922) .... senhora Lee, esposa do canalizador
- The Grim Comedian (1921) .... Dorothy
- Courage (1921) .... Eve Hamish
- Colorado (1921) .... Kitty Doyle
- Prairie Trails (1920) .... Alice Endicott
- The Texan (1920) .... Alice Marcum
- Seeds of Vengeance (1920) .... Mary Reddin
- The Desperate Hero (1920) .... Mabel Darrow
- The Third Woman (1920) .... Marcelle Riley